# Línia 5 CFL

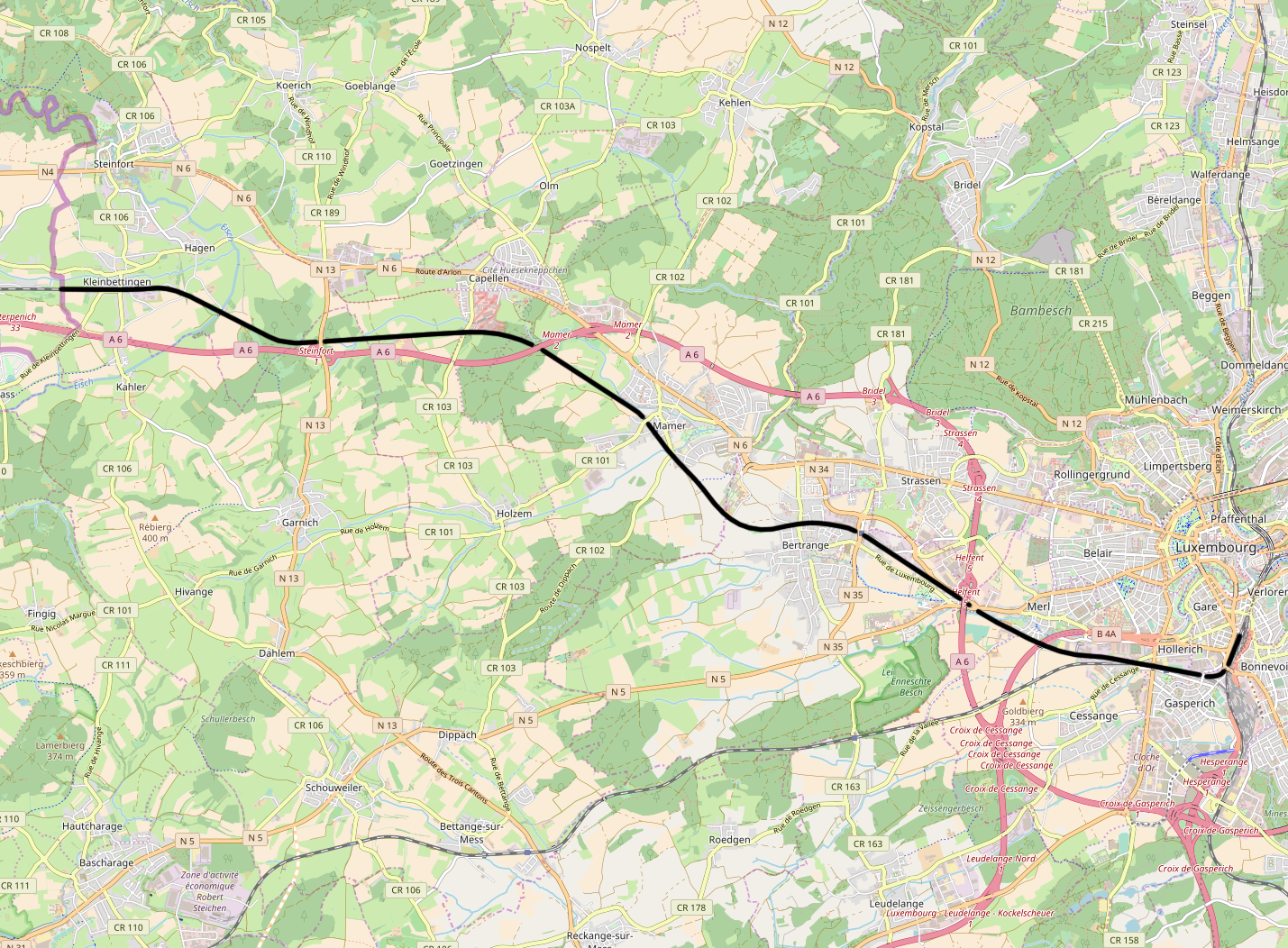
Línia 50 CFL a Luxemburg.

La Línia 5 CFL és una línia ferroviària luxemburguesa que connecta la ciutat de Luxemburg amb Kleinbettingen, y que porta a Arlon, al sureste de Bélgica. La terminal a l'extrem oriental és l'estació de trens de Luxemburg. La línia està operada principalment per Chemins de Fer Luxembourgeois. Es va inaugurar el 15 de setembre de 1859.

## Estacions
- Estació de trens de Luxemburg
- Estació de trens de Bertrange-Strassen
- Estació de trens de Mamer-Lycée
- Estació de trens de Mamer
- Estació de trens de Capellen
- Estació de trens de Kleinbettingen
- Arlon (Bèlgica)